# چشم‌انتظار
چشم‌انتظار فیلمی به کارگردانی و نویسندگی مهدی ژورک محصول سال ۱۳۵۴ است.

## خلاصه داستان
بهرام از دست مصطفی، غلام و شکوه از اصفهان به آبادان می‌گریزد و در معاشرت با ناخدا احمد به دختر او، طلا، علاقه‌مند می‌شود…

## بازیگران
- رضا بیک‌ایمانوردی
- فرامرز قریبیان
- مرجان
- احمد معینی
- طناز
- نعمت‌الله گرجی
- منوچهر حامدی
- جلال پیشوائیان